# Reviel Netz

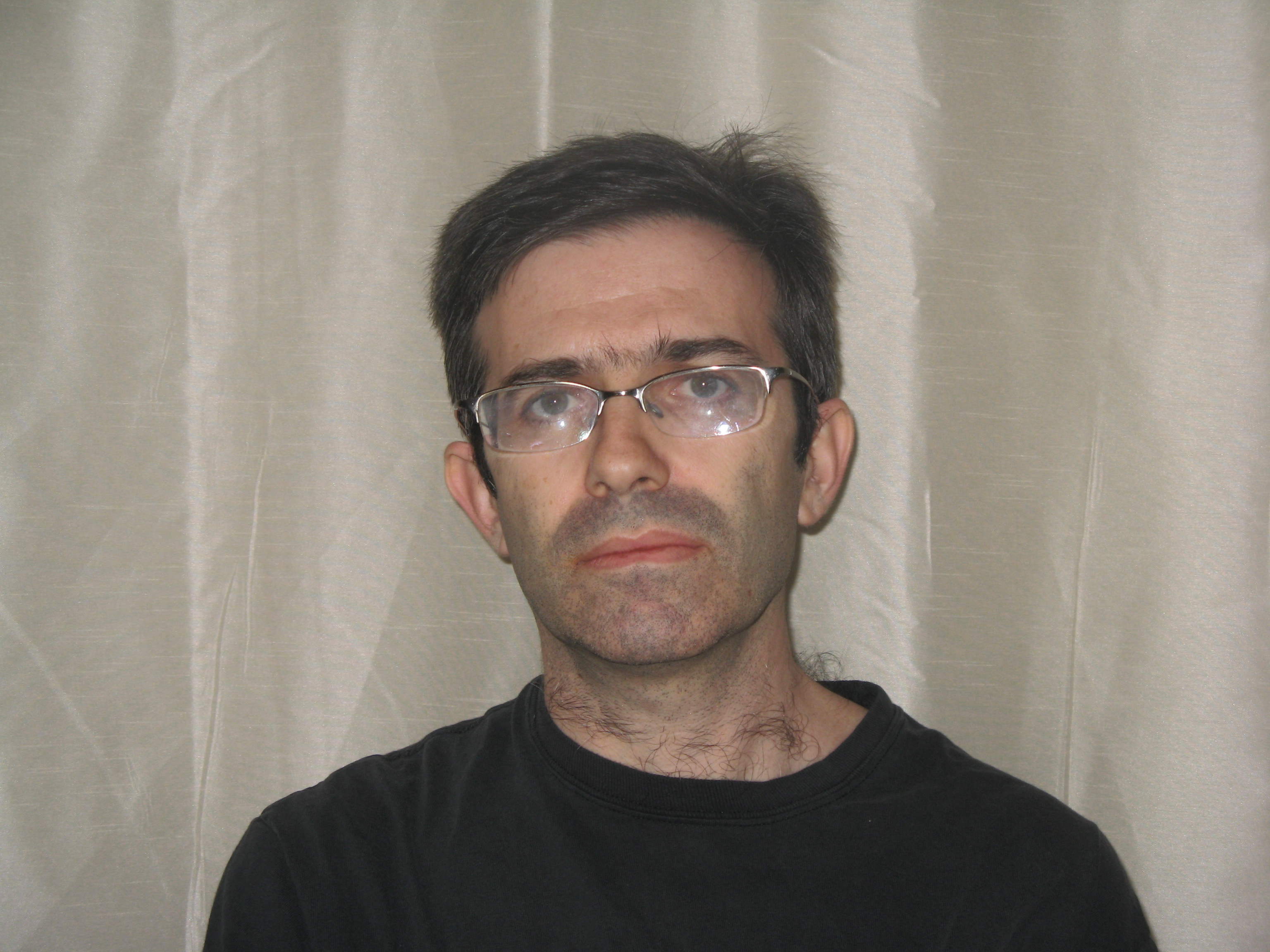
Reviel Netz

Reviel Netz (* 1968 in Tel Aviv) ist ein israelischer Altphilologe, Wissenschaftsphilosoph, Wissenschafts- und Mathematikhistoriker.

## Leben und Wirken
Netz studierte 1988 bis 1992 an der Universität Tel Aviv Geschichte und Wissenschaftsphilosophie (Master-Abschluss 1992 summa cum laude über „Bertrand Russell's Theory Of Construction Of Points Out Of Events“) und ab 1993  als British Council Fellow an der
University of Cambridge (Christ Church College), wo er 1995 in Altphilologie bei Geoffrey Lloyd promovierte („On the shaping of deduction in greek mathematics“, seine Dissertation erhielt 1998 den Hellenic Foundation Prize als beste britische Dissertation über antike Wissenschaft und Philosophie).  Er war 1998/99 Dibner-Fellow am Dibner Institut des  Massachusetts Institute of Technology (MIT). 1999 wurde er Assistant Professor für Philosophie und Altphilologie an der Stanford University, wo er heute Professor ist.
Bekannt ist er für seine Beteiligung an der Neuherausgabe des Archimedes-Palimpsests. Sein populärwissenschaftliches Buch darüber wurde in mehrere Sprachen übersetzt. Er gab auch eine neue Übersetzung der Werke des Archimedes heraus. Darüber hinaus hat er sich mit der antiken griechischen Mathematik vor kulturgeschichtlichem Hintergrund beschäftigt, z. B. mit der spezifisch alexandrinischen Ästhetik (mit Hang zu Detailreichtum und überraschenden Wendungen) auf die Mathematik.
Er schrieb auch eine „Kulturgeschichte“ der Verwendung von Stacheldraht beginnend bei Viehzüchtern im US-amerikanischen 19. Jahrhundert (1874) bis zur Verwendung in Konzentrationslagern und Gefangenenlagern.
Netz veröffentlichte auch ein Buch mit hebräischen Gedichten (Adayin Bahuc, Tel Aviv 1999), das den AMOS-Preis erhielt. Mit Maya Arad veröffentlichte er auch einen Essay-Band über israelische Poesie (Meqom Hata´am).

## Schriften
- Why the ancient Greeks matter. The problematic miracle that was Greece. Cambridge University Press, Cambridge 2025.
- mit William Noel: Der Codex des Archimedes. Das berühmteste Palimpsest der Welt wird entschlüsselt. C. H. Beck, München 2007, ISBN 3-406-56336-8 (englisch: The Archimedes Codex. Weidenfeld and Nicholson 2007).
- Ludic Proof. Greek mathematics and the Alexandrian Aesthetic. Cambridge University Press 2008.
- Barbed Wire. An Ecology of Modernity. Wesleyan University Press 2004, ISBN 0-8195-6719-1.
- The shaping of deduction in greek mathematics. A study in cognitive history. Cambridge University Press 1999, ISBN 0-521-62279-4 (Das Buch erhielt 2000 den Runciman-Preis).
- The transformation of mathematics in the early Mediterranean world: From problems to equations. Cambridge University Press 2004.
- Works of Archimedes (with a critical edition of the diagrams and a translation of Eutocius commentary). Cambridge University Press, Band 1 (The Two Books On the Sphere and the Cylinder), 2004, ISBN 0-521-66160-9, Band 2 (On Spirals), 2017, ISBN 0-521-66145-5 (Übersetzung mit Kommentar, auf drei Bände angelegt).